# マルクス・アントニウス・オラトル
マルクス・アントニウス・オラトル（ラテン語: Marcus Antonius Orator、紀元前143年 - 紀元前87年）は、紀元前2世紀後期・紀元前1世紀前期の共和政ローマの政務官。紀元前99年に執政官（コンスル）、紀元前97年にケンソル（監察官）を務めた。なお、「オラトル」はコグノーメン（第三名、家族名）ではなく、アグノーメン（愛称）である。弁論家として知られる。

## 出自
オラトルはプレブス（平民）であるアントニウス氏族の出身で、氏族最初の執政官である。
共和政後期の資料では、アントニウス氏族はヘーラクレースの息子の一人であるアントンの子孫としている。氏族は古くから活躍しており、ティトゥス・リウィウスは、紀元前450年の十人委員会の一人ティトゥス・アントニウス・メレンダ、その子で紀元前422年の執政武官ティトゥス・アントニウス・メレンダ、紀元前333年のマギステル・エクィトゥム（騎兵長官）マルクス・アントニウスの名前をあげている。しかし、オラトル以前に執政官は出ておらず、ローマのノビレスの中では、「そこそこの」家系であった。
カピトリヌスのファスティによれば、オラトルの父も祖父も、プラエノーメン（第一名、個人名）はマルクスである。おそらく父または祖父が紀元前167年の護民官マルクス・アントニウスと思われる。

## 経歴

### 執政官就任まで
オラトルの生年はキケロの記述から推定できる。すなわち、ルキウス・リキニウス・クラッススが紀元前140年（ガイウス・ラエリウス・サピエンスとクィントゥス・セルウィリウス・カエピオが執政官の年）生まれで、オラトルより3歳若いとしていることから、オラトルは紀元前143年生まれということになる。若い頃、オラトルはその問責演説で有名になった。オラトルの政治家としての第一歩は紀元前113年にクァエストル（財務官）に選出されたことであった。オラトルの勤務地はアシア属州となったが、ブルンディシウムに向かう途中で、プラエトル（法務官）ルキウス・カッシウスから近親相姦の罪で告訴された。当時のメンミウス法によれば、財務官は「国家の必要な人物であるために」法廷を避けることができたが、彼はローマに戻り、無実を証明した後で赴任先に戻ることを選んだ。1年後、ローマに戻ったオラトルは、前年の執政官グナエウス・パピリウス・カルボを告訴した。罪状に関しては不明である。おそらくはキンブリ族に対する敗北に関するものであったと思われる。結果、有罪が宣告され、カルボは自決した。この告訴に関しては、オラトルが有名になりたいという願望だけに駆られて行ったとの説もある。
次のオラトルに関する記録は、紀元前102年に法務官を務めたときのことである。この頃までに、彼は「重要な法廷事件」を扱う弁護士として知られるようになり、ローマの上流階級の利益と結びついていた。おそらく、これらの関係のためか、元老院はオラトルをキリキアの海賊と戦うために東方に派遣した。ティトゥス・リウィウスはオラトルの役職を法務官としているが、キケロはプロコンスル（執政官代理）と記している。歴史家E. クレブスは、オラトルが執政官権限を持つ法務官として任務を遂行したと推定している（両者共にインペリウム（軍事指揮権）を有するが、執政官は2個軍団、法務官は1個軍団を指揮するのが普通である）。オラトルのこの時期の活動に関しては、学術的な議論の対象となっている。実際、彼が通常の属州総督としてアジア属州を支配下に置いたのか、あるいは総督としての統治権は持たず、キリキアに対する軍事指揮権のみを与えられたのかは不明である。

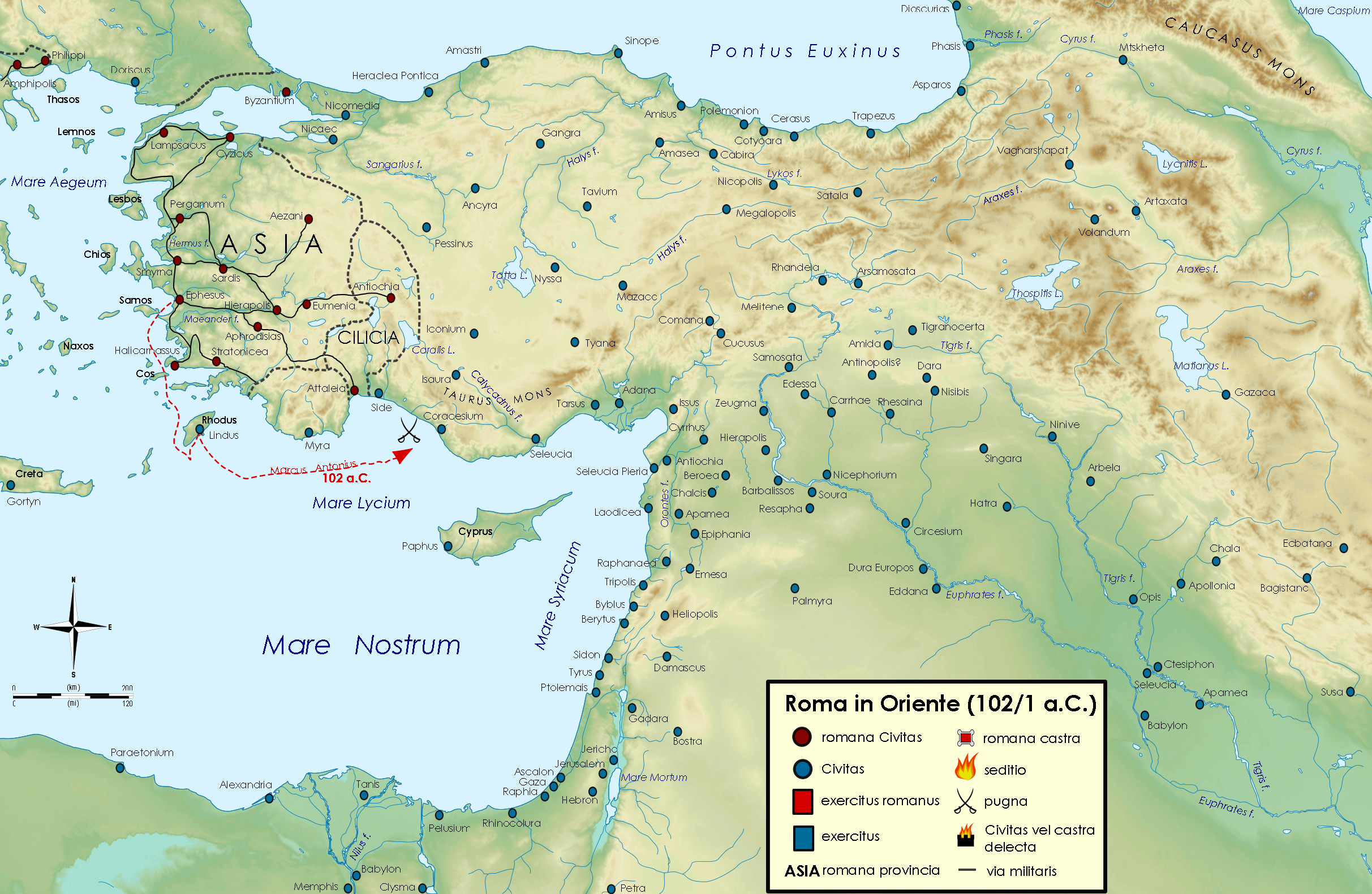
オラトルによるキリキア遠征

東方の任地に向かう途中、オラトルはアテナイとロードスに何日も滞在した。コリントスの記録には「執政官代理（名前が消されているがおそらくマルクス・アントニウス）が指揮する艦隊がコリントス地峡を越えてパンフィリアへと移動し、一方でアテナイでは別の部隊の装備が整えられていた」とある。これがオラトルのことか、あるいは息子のマルクス・アントニウス・クレティクスのことか不明であるが、歴史学者M. アブラムゾンはオラトルであると考えている。
おそらく、この執政官代理は海と陸の両方で海賊に対して軍事作戦を行ったのだろう。リカオニアからタウルス山脈の峠を通ってキリキアに侵攻したのかもしれない。いずれにしても、この作戦は大規模なものではなかった。関連する資料で残っているは、プリフェクトゥス（野営地責任者、レガトゥス、トリブヌス・ミリトゥムに次ぐ地位）のマルクス・グラディティウスが戦死したことである。グラディティウスはガイウス・マリウスの義兄弟で、キケロの大叔父にあたる。その結果、ローマは海岸沿いに多くの要塞を築いた。研究者の中には、これらの拠点が新しい行政単位であるキリキア属州に発展したと考える者もいる。

### 執政官
紀元前100年、オラトルはローマに戻り、凱旋式を挙行すると同時に執政官選挙にも立候補し、当選した。オラトルの凱旋式が実施されたのは12月で、選挙の際にはローマにはいなかった。したがって、オラトルの当選には、5回連続6回目の執政官を務めていたガイウス・マリウスの支援が大きかったと考えられる。オラトルとマリウスの政治的な関係は、マリウスの義兄弟であるマルクス・グラディティウスがキリキアに出征したことで始まった。
この紀元前100年は、元老院とポプラレス（民衆派）の護民官ルキウス・アップレイウス・サトゥルニヌスの対立がピークに達した年である。サトゥルニヌスの支持者であったガイウス・セルウィリウス・グラウキアは、オラトル、アウルス・ポストゥミウス・アルビヌス、ガイウス・メンミウスと共に執政官選挙に立候補した。オラトルがまず当選したが、選挙当日にメンミウスがサトゥルニヌスの支持者に殺害された。元老院はサトゥルニヌスとグラウキアを非難し「セナトゥス・コンスルトゥム・ウルティムム」（元老院最終決議）を行い、執政官に対処させた。サトゥルニヌス派は鎮圧に出動したマリウス率いるローマ軍とフォルム・ロマヌムで市街戦に及んだが敗北、降伏した。反乱軍はクリア・ホスティリア内に収容されたが、反サトゥルニヌス派はそこを襲撃し、石や屋根瓦を投げつけられたサトゥルニヌスとグラウキアは支持者と共に殺害された。
この事件に関連して、オラトルはローマにいなかったにもかかわらず、共和国を救うために団結した「輝かしい男たち」の一人と呼ばれている。歴史家A. コロレンコフもオラトルの元老院支持について書いている。E. ベディアンは、オラトルが紛争に積極的に参加したという情報がないこと、また、サトゥルニヌスとグラウキアがオラトルに対して何もしなかったことに注目している（おそらく、マリウスとの関係を悪化させないためであろう）。ベディアンによると、オラトルは執政官就任中でさえ、マリウスとの友情のためだけに、サトゥルニヌスの生き残った友人たちを探していたという。
結果、オラトルの同僚執政官はパトリキ（貴族）のアルビヌスとなった。任期中に護民官のセクストゥス・ティティウスが農業法案を提出する。オラトルはこれに反対したが、法案は成立した。しかしすぐにアウグル（鳥占官）の権限で廃案となった。アウルス・ゲッリウスは、この年に悪い予兆が見られたとする（ヌマ宮殿の神聖な品々が保管されているサクラリアで、マールスの槍が動き始めた）。このため、両執政官は神々への追加の生け贄を差し出す法令を採択した。紀元前99年の他の出来事としては、サトゥルニヌスに反対してローマから追放されていたクィントゥス・カエキリウス・メテッルス・ヌミディクスの帰還を何人かの元老院議員が求めたことがある。オラトル自身はこれには関与しなかったが、ヌミディクスが友人であるマリウスの政敵であったのを考慮したのであろう。

### 紀元前90年代
執政官任期完了のしばらく後（おそらく紀元前98年）、オラトルは権力濫用で告発されたマニウス・アクィッリウス (紀元前101年の執政官)の注目度の高い裁判で弁護人を務めた。被告はマリウスの部下の一人であったため、彼を弁護するオラトルはマリウスに奉仕をすることにもなる。アクィッリウスの行動に関しては多数の証人がいた。オラトルはアクィッリウスが「落ち込み、疲れ果て、最大の危険の中で苦しんでいる」と見て、罪の意識に捕らえられる前に、聴衆の同情を呼び起こそうとした。裁判に立ち会っていたマリウスに向かって、オラトルは「将軍の取り分のための執り成し」を求め、マリウスはそれに応えて泣いた。
演説の最後に、オラトルは演劇的効果に頼った。

賢いだけでなく、決断力もある弁護人であるオラトルは、弁論を終えた後、マニウス・アクィッリウスの手を掴んで彼が皆に見えるようにし、彼の胸のチュニックを破り、市民と裁判官にアクィッリウスが胸に受けた傷の跡を見せた。同時に、彼は敵の司令官によってアクィッリウスにつけられた頭の傷について長々と話した。そして裁判官たちに、（有罪を宣告すると）自分の身も惜しまず、敵の武器にも屈しなかった男が助かったのは、「市民から賞賛を受けるためではなく、裁判官の残酷さに耐えるためだった」ように見えるのではないかとの、強い恐怖心を抱かせた。
キケロ『ウェッレス弾劾演説』、V, 1, 3.

その結果、アクィッリウスは無罪となった。
紀元前97年、オラトルは監察官に就任する。同僚はルキウス・ウァレリウス・フラックスで、紀元前100年に執政官を務めており、またマリウスの同志であった。マリウスはこの年にアウグル（鳥占官）に就任しているが、監察官職を狙っていたとの説もある。このような状況下で、オラトルはマリウスとその敵対勢力（主としてメテッルス家とその支持者）の緩衝材となる可能性があった。歴史家エルンスト・ベディアンは、国勢調査において、ローマに多くの非ローマ市民のイタリア人が居住していることが判明し、このため紀元前95年にリキニウス・ムキウス法が制定されたと示唆している。この法律により、正当なローマ市民権を有することを証明できなかったイタリア人は、ローマから追放されることとなった。
監察官として、オラトルは護民官マルクス・ドゥロニウスを元老院から除名している。ドゥロニウスは祭日に使うことができる金額を制限する法律を成立させていた人物で、その除名によりこの法律は停止された。一方のドゥロニウスは、監察官任期が終わるのを待って、オラトルを収賄罪で告訴した。このようにして、前護民官と前監察官との間の対立が明らかになり、これはその後もしばしば起こる。この裁判の詳細は知られていないが、ドゥロニウスの告発は却下されたとされている。
紀元前95年、オラトルはまたもマリウスの同志であるガイウス・ノルバヌスを弁護した。ノルバヌスは、紀元前103年のクィントゥス・セルウィリウス・カエピオの裁判において、法廷の拒否権を無視し、また暴力を振るったとして護民官プブリウス・スルキピウスに告訴された人物である。ノルバヌスは、小アジアにおいてオラトルの部下でもあった。裁判へ参加するにあたり、キケロによればオラトルは「先祖代々の習慣に従って、私との関係ではなく、私の子供の一人として、また私の名声と財産をかけて、彼を弁護しよう」と言った。証人の一人は、元老院筆頭であるマルクス・アエミリウス・スカウルスであったが、オラトルは彼の証言にも反論し、無罪を勝ち取った。その数年後、オラトルは法廷でマルクス・マリウス・グラティディアヌス（ガイウス・マリウスの甥でプリフェクトゥスのマルクス・グラティディウスの息子）の利益を擁護し、ガイウス・セルギウス・オラタとの訴訟に臨んだが、後者の弁護人はローマ最高の弁論家と言われたルキウス・リキニウス・クラッススであった。
紀元前91年に同盟市戦争が勃発するが、オラトルは同盟都市の反乱を扇動したと非難された政治家の一人であった。オラトルは自分自身を弁護し、熱烈な演説を行った。この裁判の結果については不明である。キケロは、戦争の間にオラトルがローマにいなかったとしている。このことから、何人かの歴史学者は、オラトルは軍に加わって出征しており、すなわち無罪になったと結論付けているが、逆に、彼が自発的に亡命したと考える研究者もいる。

### 最期
紀元前88年には、オラトルはローマに戻っていた。帝政初期の詩人マルクス・アンナエウス・ルカヌスは、ローマ内戦勃発前に、オラトルがマリウスとスッラの双方に武装解除を行うよう提案したという。この提案の正確な日付は不明だが、紀元前88年の限られた時期であろう。オラトルの旧敵であった護民官プブリウス・スルピキウス・ルフスが、手勢を率いて元老院でクーデターを決行、第一次ミトリダテス戦争の指揮権をスッラからマリウスに移譲することを元老院に承認させた。これに対してスッラは軍を率いてローマに向かった。提案が出されたのはこのときであろう。オラトルの提案は中立的なものに見えるが、手元に強大な軍を持たないマリウスを利するのは明らかである。実際にはこの提案は無視された。スッラはローマを占領し、その後、元老院はマリウスに「ホスティス」（国家の敵）宣言を出すというスッラ提案を、ほぼ全会一致で承認した。それに反対したのはクィントゥス・ムキウス・スカエウォラ・アウグルだけであり、オラトルを含む他の者は沈黙したままであった。
マリウスは一旦アフリカに逃れ、スッラは再びバルカン半島に出征した。紀元前87年、ローマに残った執政官ルキウス・コルネリウス・キンナは、スッラに反旗を翻すが、同僚執政官グナエウス・オクタウィウスに敗れローマを離れる。しかしキンナとマリウスは同盟を結び、ローマへと向かった。元老院はオラトルとクィントゥス・ルタティウス・カトゥルスを、サムニウムの反乱鎮圧に派遣されていたプロプラエトル（前法務官）クィントゥス・カエキリウス・メテッルス・ピウスの元に派遣する。しかしピウスの兵はキンナと戦うことを拒否した。マリウスとキンナはローマの占領を続けており、敵に対する報復を開始した。元はマリウスとの関係が深かったオラトルも、その一人に含まれていた。歴史学者A. コロレンコフは、資料から判断してマリウスがオラトルとカトゥルスの死に極端な関心を示したという事実は、「驚くべきこと」としている。
歴史学者は、この件に関して様々な説明を行っている。オラトルは他の多くの元老院議員と同じく、マリウスの影響力が衰え始めたときに、同盟関係を断ち切ったと考えられている。その時期は紀元前95年から91年ないし90年の間 とされる。オラトルが実際にはオプティマテス（門閥派）に属していたという仮説もある。マリウス派の有力者グナエウス・パピリウス・カルボによって、父の復讐（カルボの父はオラトルに告訴され、自決していた）がなされたのかもしれない。オラトルが監察官として、非ローマ市民であるイタリア人を追放したことを、マリウスは裏切りと見たかもしれない。あるいは、マリウスとキンナがローマを包囲したときに、オラトルがマリウス側に加わらなかったことを、裏切りと感じたのかもしれない。
マリウス派が敵対者の虐殺を始めたとき、オラトルは友人の一人の家に避難した。プルタルコスは、このことを詳細に語っている。

このオラトルの友人は貧しいプレブスであったが、ローマの有力者を自分の家に迎え入れたのであるから、できる限りのもてなしをしたいと考え、隣の宿屋に奴隷を送ってワインを買ってきてもらった。奴隷はいつも以上に丁寧にワインを試飲し、より良い品質のものを注文した。宿屋の店主は、いつものように新しい普通のワインを買わず高価なものを選んだ理由は何かと聞いた。店主とは旧知の仲であったため、この奴隷は、主人が自分の家にオラトルを匿っており、彼を接待するためと答えた。しかし店主は不敬虔で疫病神のような人物であり、奴隷が帰ると直ちにマリウスの家に急いだ。マリウスは饗宴の最中であったが、急ぎ要件を伝え、オラトルを裏切ると約束した。これを聞いたマリウスは、良く言われているように、大声で叫び喜びのために手を叩いた。彼は席から跳ね上がって、自分でその場所に行こうとしたが、彼の友人たちに抑制された。代わりに、アンニウスに何人かの兵士と共に急ぎ、オラトルの首級を持って来るように命じた。オラトルが匿われている家の前に来ると、アンニウスはドアの前で立ち止まり、一方で兵士たちは階段を登って部屋に入った。しかし、彼らはオラトルを見ると、誰も自ら手を下そうとはせず、仲間に彼を殺害するように促すだけであった。オラトルが話し始め、自分のために祈ると、その言葉の優美さと魅力のためと思われるが、兵士は誰一人として彼に手を差し伸べることもなく 彼の顔を見ることさえできなかった。しかし皆頭を下げて泣いていた。何かが起こっていることを知ったアンニウスは二階に上がり、オラトルの嘆願の言葉に対して兵士たちが惑わされているのを見て、部下たちを罵ると、自らオラトルに駆け寄って彼の首を切り落とした。
プルタルコス『対比列伝：マリウス』、44.

アッピアノスも、この話を繰り返している。処刑の血の跡がついたプブリウス・アンニウスがオラトルの首を持ってくると、マリウスは彼を抱きしめ、宴会の間その首をずっとご機嫌で持っていたとするものもある。マリウスは、まず饗宴の参加者にオラトルの首級を見せ、続いて元老院議事堂の演台上にさらしてあるルキウスとガイウスのカエサル兄弟の首級の横に置くように命じた。

## 知的活動
キケロによれば、オラトルが「ギリシア文化を学び始めたのは遅く、表面的な理解にとどまった」。小アジアに赴任する際、オラトルはアテナイとロードスでかなりの時間を過ごし、そこで現地の知識人との交流をもったことが知られているが、彼自身は嵐を避けるために滞在しただけと主張していた。キケロは、オラトルは自身の弁論をより説得力のあるものにみせるため、ギリシア式の雄弁術に精通していることを隠していたと述べている。オラトルは「大衆には、彼が全く勉強したことがないと思われた方が、その演説の効果が大きいと信じていた」。これに関して、1世紀の修辞学者クインティリアヌスは、オラクルを「芸術の隠匿者」と呼んでいる。
オラトルの法学の知識はそれほどでもなかったが、それにもかかわらず、彼の紛れもない才能と積極的な実践活動のおかげで、ルキウス・リキニウス・クラッススと並んで、この時代の二大弁論家の一人とみなされていた。キケロによると、「彼らによってはじめてラテン語の弁論術の名声はギリシア人の弁論術の名声と肩を並べた」。
キケロはまた、「オラトルは計算高い弁論家で、その主な強みは、特定の瞬間に最も有益な技術を素早く見つける能力であった」とも評価している。彼は、その独特の記憶力を利用して、計算された効果のある慎重に考え抜かれた演説を行っているにもかかわらず、それが即興であるかのように見えるようにしていた。オラトルはクラッススに比べると演説の優雅さを気にしておらず、聴衆に影響を与えることを目的としていた。それを達成するために、彼は非常に効果的に非言語的な手段、主にジェスチャーを使用し、「その体の動きは言葉ではなく思考を表現していた」かのようであった。 この種の最も有名な例は、被告の傷跡を明らかにするために被告人の胸の上の服を引き裂くという誰も予想できなかった行動をとった、マルクス・アキリウス裁判である。これらの資質といつもこころよく訴訟を引き受けたおかげで、オラトルはその時代の法廷で最も人気のある弁護人であった。
オラトルは自分の弁論術の弱点を知っていたため、演説を記録することはせず、その出版には一般的に反対していた。彼自身は、自分の演説を一切書き留めておらず、また必要であれば、自分の言葉を放棄する方が簡単であろうと言っていた。オラトルが「知らないうちに自分の手元から離れて自分の意に反して」出版されてしまった、小さなエッセー『話し方について』（De ratione dicendi）は、少なくとも紀元前46年までは保存されていたが 、後に失われてしまった。

## 子孫
オラトルの息子には、マルクス・アントニウス・クレティクス、ガイウス・アントニウス・ヒュブリダ（紀元前63年執政官）がいる。娘もいたが、海賊に捕らえられ、オラトルは多額の身代金を支払わされている。孫の一人が、オクタウィアヌスとレピドゥスと共に第二回三頭政治を行ったマルクス・アントニウスである。さらにその子孫にカリグラ、クラウディウス、ネロといった皇帝がいる。

## 参考資料

### 古代の資料
- プブリウス・アンニウス・フロルス『700年全戦役略記』
- アッピアノス『ローマ史』
- ウァレリウス・マクシムス『有名言行録』
- カピトリヌスのファスティ
- ウェッレイウス・パテルクルス『ローマ世界の歴史』
- アウルス・ゲッリウス『アッティカ夜話』
- ティトゥス・リウィウス『ローマ建国史』
- プルタルコス『対比列伝』
- マルクス・トゥッリウス・キケロ『ブルトゥス』
- マルクス・トゥッリウス・キケロ『義務について』
- マルクス・トゥッリウス・キケロ『弁論家について』
- マルクス・トゥッリウス・キケロ『アッティクス宛書簡集』
- マルクス・トゥッリウス・キケロ『ガイウス・ラビリウス弁護』
- マルクス・トゥッリウス・キケロ『ローマ市民への帰国感謝演説』
- マルクス・トゥッリウス・キケロ『ウェッレス弾劾演説』
- マルクス・トゥッリウス・キケロ『トゥスクルム荘対談集』
- マルクス・トゥッリウス・キケロ『クルエンティウス弁護』
- マルクス・ファビウス・クインティリアヌス『弁論家の教育』

### 研究書
- Abramzon M. Roman rule in the East. Rome and Cilicia (2nd century BC - 74 AD). - SPb. : Acra, Academy of Humanities, 2005 .-- 256 p. - ISBN 5-93762-045-3 .
- Ernst Badian (1957). “Caepio and Norbanus: Notes on the Decade 100-90 B.C.”. Historia (Franz Steiner Verlag) 6 (3):  318-346. JSTOR 4434533.
  - Bedian E. Zepion and Norban (Notes on the Decade of 100-90 BC)  // Studia Historica. - 2010. - Issue. X . - S. 162-207 .
- History of Roman Literature. - M .: Publishing House of the Academy of Sciences of the USSR, 1959 .-- T. 1. - 534 p.
- Korolenkov A. Guy Marius and Mark Anthony: from friendship to enmity // History and historiography of the foreign world in persons. - 2011. - Issue. X . - S. 12-22 .
- Korolenkov A., Katz V. The murder of Guy Memmius // Studia historica. - 2006. - Issue. Vi . - S. 120-127 .
- Korolenkov A., Smykov E. Sulla. - M .: Molodaya gvardiya, 2007 .-- 430 p. - ISBN 978-5-235-02967-5 .
- Broughton T. Magistrates of the Roman Republic. - New York, 1951. - Vol. I. - P. 600.
- Broughton T. Magistrates of the Roman Republic. - New York, 1952. - Vol. II. - P. 558.
- Klebs E. Antonius // RE. - 1894. - T. I, 2. - Kol. 2575.
- Klebs E. Antonius 28 // RE. - 1894. - T. I, 2. - Kol. 2590-2594.
- Huzar E. Mark Antony: A Biography. - Minneapolis: University of Minnesota Press, 1978 .-- 350 p. - ISBN 0-8166-0863-6 .
- Schur W. Das Zeitalter des Marius und Sulla. - Leipzig, 1942.
- Van Ooteghem J. Gaius Marius. - Bruxelles: Palais des Academies, 1964 .-- 336 p.
- Wiseman T. Legendary Genealogies in Late-Republican Rome // Greece & Rome. - 1974. - T. 21 , No. 2 . - S. 153-164